# 24. korpus (Avstro-Ogrska)
24. korpus je bil korpus avstro-ogrske skupne vojske, ki je bil aktiven med prvo svetovno vojno.

## Poveljstvo
Poveljniki
- Karl von Lukas: februar 1917 - marec 1918
- Ludwig Goiginger: marec - julij 1918
- Ferdinand von Goglia: julij - avgust 1918
- Emmerich Hadfy von Livno: avgust - oktober 1918
- Rudolf Schamschula von Simontornya (v.d.): oktober - november 1918

Načelniki štaba
- Wilhelm Röder: februar 1917 - november 1918